# المجمع المغلق 1549-1550
المجمع المغلق 1549-1550 هو المجمع الموكول بانتخاب بابا الكنيسة الكاثوليكية الجديد بعد استقالة البابا. انعقد مجمع الكرادلة لانتخاب البابا الجديد بدءًا من
29 نوفمبر 1549 وانتهى في 7 فبراير 1550. انتُخبَ يوليوس الثالث ليكون البابا الجديد للكنيسة.
عُقدَ المجمع في الفاتيكان .